# ホープフルタウン
ホープフルタウンは、JR西日本山陰本線沿いの島根県松江市に所在する地域「東出雲町意宇東（ひがしいずもちょういうひがし）」の愛称である。
現行町名は東出雲町意宇東一〜三丁目。住居表示実施済区域。郵便番号は699-0112。

## 概要
旧・東出雲町時代に「出雲郷西土地区画整理組合」によって開発された。地区計画名称は「出雲郷西地区計画」。面積は約11ヘクタール。国道9号や山陰自動車道の東出雲インターチェンジに近いことから鳥取県米子市へのアクセスも容易で、その位置的な利便性から「山陰の中心」と表現されることもある。
東出雲町意宇東は、かつて東出雲町の大字として存在した出雲郷（現・東出雲町出雲郷）の一部であったが、開発区域に「意宇東」として分割された。「意宇」の文字は出雲国風土記に記述のある意宇郡（おうのこおり）や近隣を流れる意宇川に見出すことができる。
旧・東出雲町内は松江市との合併前から人口が増加しており、特に比較的若い世代の流入が多いのが特徴である。当地域には先に開発され成熟した錦新町地区が南東側に隣接する。中海干拓事業で造成された中海干拓地・揖屋地区（東出雲町錦浜）が水路をはさんで北東側に隣接する。北西側には太陽光発電所が位置し、JR山陰本線をはさんで南西側には田園が広がる。

## 歴史
- 2008年（平成20年）
  - 1月18日 - 出雲郷西土地区画整理組合が設立[8][9]。
  - 1月 - 着工。業務は伏光組（広島市）が一括して代行[8]。
  - 4月2日 - 公共測量（〜2010年12月25日）[10]。
- 2011年（平成23年）
  - 1月19日 -換地処分[11]。翌20日に意宇東として成立。
  - 6月15日 - 「出雲郷西土地区画整理組合」が「まちづくり功労者国土交通大臣表彰」を受賞[12]。
  - 8月1日 - 東出雲町が松江市に編入。同市の東出雲町意宇東となる。

## 世帯数と人口
2024年（令和6年）11月30日現在の世帯数と人口は以下の通りである。
| 町丁                 | 世帯数  | 人口  |
| -------------------- | ------- | ----- |
| 東出雲町意宇東一丁目 | 124世帯 | 368人 |
| 東出雲町意宇東二丁目 | 113世帯 | 382人 |
| 東出雲町意宇東三丁目 | 67世帯  | 208人 |
| 計                   | 304世帯 | 958人 |

## 小・中学校の学区
市立小・中学校に通う場合、学区は以下の通りとなる。
| 番地 | 小学校               | 中学校               |
| ---- | -------------------- | -------------------- |
| 全域 | 松江市立出雲郷小学校 | 松江市立東出雲中学校 |

## 域内施設
当地域は住宅地区（第一種住居地区：約7.9ヘクタール）と沿道サービス地区（第二種住居地域：約3.1ヘクタール）に区分されており、用途制限等が厳密に決められている。
- 住宅地区
  - 公園 - 1号から5号の公園が存在する[4]。山陰本線沿いにある公園は1号公園であり、その面積は1,526平方メートル。2号から5号までの公園は、当地区を横切る県道（島根県道153号東出雲馬潟港線）から北東側に向かって伸びる遊歩道として、あるいは住宅地奥の公園として整備されている。
- 沿道サービス地区
  - ローソン東出雲ホープフルタウン店
  - ディスカウントドラッグ コスモス東出雲店

## 交通

### 鉄道
西日本旅客鉄道（JR西日本）山陰本線の揖屋駅および東松江駅が最寄りとなる。

### 道路
- 山陰自動車道：東出雲インターチェンジ
- 国道9号